# RKSV Sittardia in het seizoen 1961/62
Het seizoen 1961/1962 was het achtste jaar in het bestaan van de Sittardse betaaldvoetbalclub Sittardia. De club kwam uit in de Eerste divisie A en eindigde daarin op de derde plaats. Tevens deed de club mee aan het toernooi om de KNVB Beker, hierin werd in de vierde ronde verloren van NAC (2–3).

## Wedstrijdstatistieken

### Eerste divisie A
|       | AGOVV | Alkmaar '54 | BVV   | D.F.C. | DHC   | Eindhoven | Fortuna | Go Ahead | 't Gooi | Haarlem | Helmond | KFC   | Leeuwarden | Stormvogels | SVV   | Veendam | Vitesse |
| ----- | ----- | ----------- | ----- | ------ | ----- | --------- | ------- | -------- | ------- | ------- | ------- | ----- | ---------- | ----------- | ----- | ------- | ------- |
| Thuis | 2 – 2 | 0 – 1       | 1 – 0 | 0 – 1  | 0 – 0 | 0 – 1     | 4 – 2   | 3 – 1    | 0 – 0   | 1 – 0   | 1 – 0   | 2 – 1 | 3 – 1      | 1 – 2       | 4 – 0 | 5 – 0   | 2 – 0   |
| Uit   | 3 – 0 | 0 – 2       | 3 – 1 | 0 – 0  | 1 – 1 | 3 – 3     | 5 – 2   | 1 – 2    | 2 – 4   | 0 – 3   | 0 – 1   | 1 – 2 | 1 – 2      | 1 – 3       | 1 – 1 | 0 – 0   | 2 – 2   |

### KNVB Beker
| 2e ronde                                        | Sittardia                                                             | 5 – 1 (2 – 0) | Limburgia                             |
| 31 maart 1962 Plaats: Sittard Sittardia-terrein | Thei Huisman 20', 78' Leo Wesolek 20' Math Schmeits 49' Piet Quix 51' |               | 88' Wim Huis                          |
| 3e ronde                                        | Sittardia                                                             | 1 – 0 (0 – 0) | Rapid JC                              |
| 28 april 1962 Plaats: Sittard Sittardia-terrein | Jan Wolfs 50'                                                         |               |                                       |
| 4e ronde                                        | NAC                                                                   | 3 – 2 (1 – 1) | Sittardia                             |
| 31 mei 1962 Plaats: Breda Beatrixstraat         | Leo Canjels 3' Hein van Gastel 75' Cock Luyten 84'                    |               | 13' Math Schmeitz 52' Ad van der Weij |

## Statistieken Sittardia 1961/1962

### Eindstand Sittardia in de Nederlandse Eerste divisie A 1961 / 1962
| Stand | Gespeeld | Gewonnen | Gelijk | Verloren | Punten | Doelpunten voor | Doelpunten tegen |
| ----- | -------- | -------- | ------ | -------- | ------ | --------------- | ---------------- |
| 3e    | 34       | 18       | 9      | 7        | 45     | 58              | 36               |

### Topscorers
| #                    | Naam            | Goal |
| -------------------- | --------------- | ---- |
| 1.                   | Rik Aspers      | 16   |
| 2.                   | Thei Huisman    | 12   |
| 3.                   | Jan Wolfs       | 8    |
| 4.                   | Gerard Gruisen  | 6    |
| 5.                   | Piet Quix       | 4    |
| 5.                   | Ad van der Weij | 4    |
| 7.                   | Math Schmeitz   | 2    |
| 7.                   | Leo Wesolek     | 2    |
| 9.                   | Sef Dieteren    | 1    |
| 9.                   | Chris Quix      | 1    |
| Onbekende doelpunten |                 |      |
| –                    | Onbekend        | 2    |
| Totaal               | Totaal          | 58   |

| #      | Naam            | Goal |
| ------ | --------------- | ---- |
| 1.     | Thei Huisman    | 2    |
| 1.     | Math Schmeitz   | 2    |
| 3.     | Piet Quix       | 1    |
| 3.     | Ad van der Weij | 1    |
| 3.     | Leo Wesolek     | 1    |
| 3.     | Jan Wolfs       | 1    |
| Totaal | Totaal          | 8    |